# Buk Vlaka
Buk Vlaka is een plaats in de gemeente Opuzen in de Kroatische provincie Dubrovnik-Neretva. De plaats telt 512 inwoners (2001).